# Áno Ravénia
Áno Ravénia (Ano Ravenia) är en ort i Grekland.   Den ligger i prefekturen Nomós Ioannínon och regionen Epirus, i den nordvästra delen av landet, 300 km nordväst om huvudstaden Aten. Áno Ravénia ligger 618 meter över havet och antalet invånare är 115.
Terrängen runt Áno Ravénia är kuperad åt sydväst, men åt nordost är den bergig. Runt Áno Ravénia är det glesbefolkat, med 14 invånare per kvadratkilometer. Närmaste större samhälle är Kónitsa, 17,7 km nordost om Áno Ravénia. I omgivningarna runt Áno Ravénia växer i huvudsak blandskog.